# Колесня (Владимирская область)
Колесня — деревня в Судогодском районе Владимирской области России, входит в состав Лавровского сельского поселения.

## География
Деревня расположена в 14 км на юго-восток от райцентра города Судогды.

## История
В XIX — первой четверти XX века деревня входила в состав Ликинской волости Судогодского уезда, с 1926 года — в составе Судогодской волости Владимирского уезда. В 1859 году в деревне числилось 13 дворов, в 1905 году — 21 дворов, в 1926 году — 26 дворов.
С 1929 года деревня входила в состав Передельского сельсовета Судогодского района, с 1940 года — в составе Судогодского сельсовета, с 1983 года — в составе Лавровского сельсовета, с 2005 года — в составе Лавровского сельского поселения.

## Население
| 1859 | 1905 | 1926 | 2002 |
| ---- | ---- | ---- | ---- |
| 96   | 115  | 122  | 13   |

| 1859 | 1905 | 1926 | 2002 | 2010 | 2021 |
| ---- | ---- | ---- | ---- | ---- | ---- |
| 96   | ↗115 | ↗122 | ↘13  | ↗22  | ↘17  |